# 王强 (连环杀手)
王強（1975年1月16日—2005年11月17日），辽宁宽甸县步达远镇人，生于辽宁开原马家寨子乡杏花村。
從1995年1月22日第一次殺人至2003年7月14日落網，共殺害45人，強姦10人，歷時8年6個月。此僅為官方有紀錄的數字，普遍認為，王強曾殺害或強姦的人數不只如此，但以目前來看恐成懸案。

## 手法
- 對男性，王強採用突襲方式使對方失去抵抗能力。
- 對女性，王強則先讓被害者失去抵抗力後實施強姦，其後擷取金錢。
- 學者認為，王強之所以採突擊方式攻擊，應和其身高僅158cm，且身體瘦弱有關。